# Kid Loco
Jean Yves Prieur, alias Kid Loco, (Antony, Hauts-de-Seine, 16 de junio de 1964) es un músico, Disc jockey, mezclador y productor francés. En ocasiones, se ha considerado su estilo como similar al de los grupos Air, Saint Etienne y Stereolab. Su disco más conocido es A Grand Love Story, editado en septiembre de 1997, y también ha compilado y mezclado un disco de mezclas DJ para las series Another Late Night de Azuli Records.
Ha trabajado con Jarvis Cocker (de Pulp) y con los grupos de Glasgow Quinn y Mogwai, y produjo el disco Too Late To Die Young del grupo británico Departure Lounge.

## Discografía
- Blues Project (1996)
- A Grand Love Story (1997)
- Jesus Life for Children Under 12 Inches (1999)
- Prelude To A Grand Love Story (Álbum de remezclas, 1999)
- DJ-Kicks: Kid Loco (1999)
- Kill Your Darlings (2001)
- Kill Your Darlings - Versión instrumental (2002)
- Kid Loco Vs. Godchild - (100% official reissue CD1) (2002)(remixer CD2)
- Another Late Night: Kid Loco (DJ mix album, 2003)
- The Graffiti Artist (Banda sonora) (2005)
- Monsieur Gainsbourg Revisited (Homenaje a Serge Gainsbourg) (2006) (productor)
- Party Animals & Disco Biscuits (2008)
- Confessions of a Belladonna Eater (2011)